# 三發地產
三發地產股份有限公司（英語：SAN FAR PROPERTY LIMITED），又稱三發地產集團，原稱金革科技股份有限公司，設立於1981年，創辦人鍾俊榮。2008年，由資深建築團隊攜手金革科技，將事業版圖擴大至營建業，主要營業項目為住宅及大樓開發租售業、不動產租賃業及各種音樂、影視及資訊軟體之製作、代理及進出口買賣。2013年成為臺灣證券交易所上市公司，核心發展不動產相關事業。三發建案基地遍及台北市北投區，新北市鶯歌、林口、新莊區，高雄市鳳山、前鎮、苓雅區，台南市永康區等。

## 相關事業

### 三發教育基金會：
三發地產於2012年成立財團法人高雄市三發教育基金會，推廣兒童教育，並打造行動書車推動親子共讀。

### 金革國際唱片股份有限公司：
1981年成立，以各種CD及DVD生產、製作、出版及進出口買賣為主要業務，提供企業客製化音樂服務，同時經營表演藝術範疇，舉辦多場經典演奏會、演唱會。

### 京富祥營造股份有限公司：
甲級營造廠，主要從事土木及建築工程等業務，承攬大量集合住宅、超高層建築、辦公大樓、別墅等。

### 晶悅國際飯店(原桃園大飯店)：
國內四星級飯店，具有388間住房，為桃園地區最多房間數飯店，並擁有超過100桌之宴會廳。主要業務為住宿、餐飲及會議場所。

## 主要服務
- 1.委託營造廠商興建房屋出售業務。
- 2.透天住宅住家、店鋪及大樓開發。
- 3.新市鎮及新社區開發。
- 4.不動產買賣。

## 代表作品

### 北部地區
- - 新北 - 幸福公園NO.1
  - 新北 - 幸福公園NO.2 百合館
  - 新北 - 幸福公園NO.3 文學苑
  - 新北 - NY璞緻
  - 台北 - 三發景悅
  - 新北 - 三發丰悅
  - 新北 - 三發易采
  - 新北 - 三發嵐海

### 南部地區
- - 高雄 - 金革景湛
  - 高雄 - 美術首富
  - 高雄 - 總裁行館
  - 高雄 - 總裁新天地
  - 高雄 - 文化和平
  - 高雄 - 三發景榮
  - 高雄 - 三發友富
  - 高雄 - 三發智富
  - 台南 - 三發滙世界
  - 高雄 - 三發晶沙
  - 台南 - 三發夢世代
  - 台南 - 三發橋
  - 高雄 - 首席大院
  - 台南 - 三發Dimond One

## 得獎紀錄
- 2025 第一屆台灣建築永續獎｜綜合績效獎-績優
- 2023 2023國家卓越建設獎｜規劃設計類｜三發橋
- 2023 2023國家卓越建設獎｜規劃設計類｜三發首席大院
- 2023 文化部第16屆文馨獎銅獎
- 2022 第24屆國家建築金質獎｜規劃設計類｜三發首席大院
- 2022 第24屆國家建築金質獎｜施工品質類｜三發易采
- 2021 文化部第15屆文馨獎銅獎
- 2021 高雄市社會教育貢獻獎-團體獎｜三發教育基金會
- 2020 中華徵信所評選全國最佳經營績效企業第三名
- 2019 國家卓越建設獎金質獎｜最佳施工品質類｜三發滙世界
- 2019 台灣永續發展協會｜台灣誠信建商
- 2018 高雄市教育文化藝術事業財團法人評鑑「優等」│三發教育基金會
- 2018 台灣永續發展協會｜台灣誠信建商
- 2018 第20屆國家建築金質獎｜施工品質類｜三發丰悅
- 2018 建築園冶獎｜大樓建築景觀類｜三發晶沙
- 2018 高雄厝綠建築大獎｜友善空間特別獎 民眾票選人氣獎 |三發晶沙
- 2017高雄市教育文化藝術事業財團法人評鑑「優等」│三發教育基金會
- 2017 國家建築金質獎｜施工品質類 金質獎｜三發晶沙
- 2017 國家建築金質獎｜施工品質類 全國首獎｜三發晶沙
- 2017 台灣永續發展協會｜台灣誠信建商
- 2016 高雄市建築工程品質金質獎｜施工品質類｜三發晶沙
- 2016 國家建築金質獎｜施工品質類｜三發國際城
- 2016 國家品牌玉山獎｜第13屆傑出企業類
- 2016 第13屆十大績優企業
- 2016 中華建設金石獎｜規劃設計類｜三發滙世界
- 2016 中華建設金石獎｜規劃設計類｜三發晶沙
- 2016 台灣永續發展協會｜台灣誠信建商
- 2016 國家卓越建設獎金質獎｜最佳施工品質類｜三發滙世界
- 2016 國家卓越建設獎優質獎｜最佳施工品質類｜三發晶沙
- 2016 高市建築開發商業同業公會｜積德留芳獎座
- 2015 國家卓越建設獎優質獎｜最佳施工品質類｜三發景榮
- 2015 國家卓越建設獎優質獎｜最佳規劃設計類｜三發國際城
- 2014 第一屆高雄市新建建築物工程品質金質獎｜佳作｜三發景榮
- 2014 國家卓越建設獎優質獎｜最佳施工品質類｜三發文化和平
- 2014 第22屆中華建築金石獎｜優良規劃設計類｜三發國際城
- 2013 國家建築金質獎｜施工品質類｜三發總裁行館
- 2013 台灣永續發展協會｜台灣誠信建商
- 2013 高雄市建築開發商業同業公會感謝獎座

## 外部連結
- 三發地產股份有限公司（页面存档备份，存于）
- 台灣證券交易所
- 公開資訊觀測站（页面存档备份，存于）